# 官渡粑粑

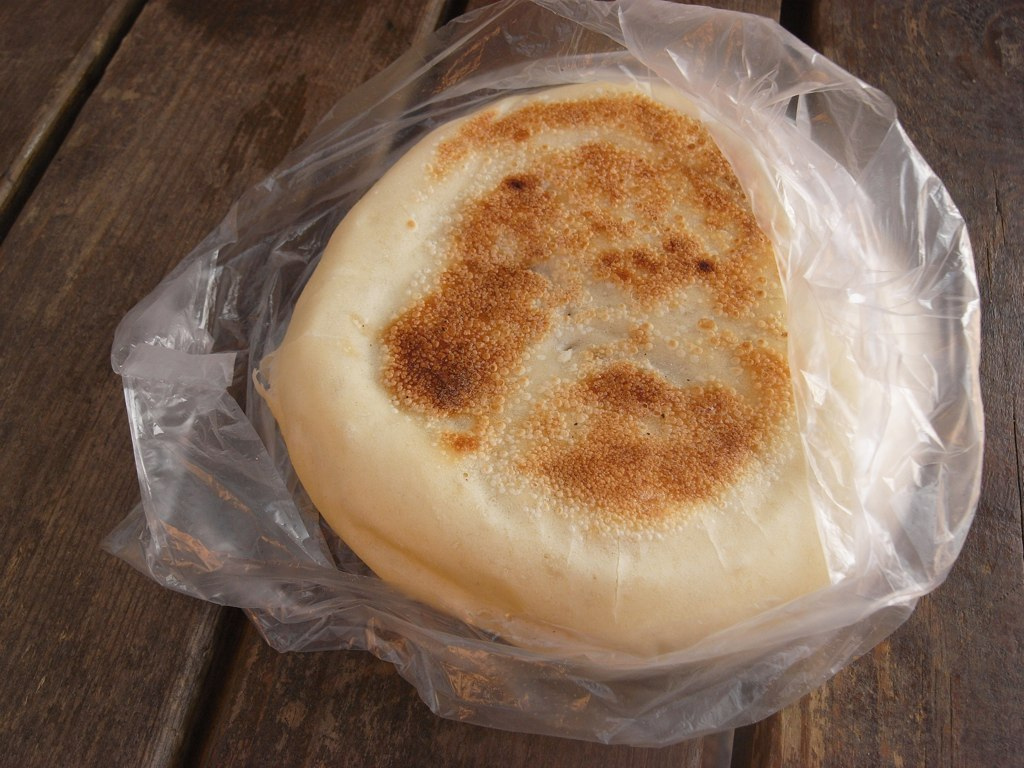
官渡粑粑

官渡粑粑，是云南昆明官渡古镇的一种美食。

## 介绍
官渡当地三大美食为官渡饵块、官渡米线、官渡豌豆粉。然而官渡粑粑的名气后来居上，成为昆明著名的一种粑粑。其与主流粑粑的区别是，官渡粑粑是用芝麻、花生、核桃仁磨碎作馅，用白糖或者红糖烘烤融化。